# Tapacul gros de capell
El tapacul gros de capell (Pteroptochos tarnii) és una espècie d'ocell de la família dels rinocríptids (Rhinocryptidae).

## Hàbitat i distribució
Habita boscos densos i espesures de bambú del sud de Xile des del centre de Bío-Bío cap al sud fins Magallanes i sud-oest de l'Argentina des de Neuquén fins Santa Cruz.